# Hojjat Haghverdi
Hojjat Haghverdi (tiếng Ba Tư: حجت حق وردی;sinh ngày 3 tháng 2 năm 1993) là một hậu vệ bóng đá người Iran hiện tại thi đấu cho Paykan.

## Sự nghiệp câu lạc bộ

### Những năm đầu
Haghverdi bắt đầu sự nghiệp với Aali-va-Herfei Babak Mashhad Academy.

### Aboumoslem
Anh gia nhập Aboumoslem U21 vào mùa hè 2014 và được đẩy lên đội một. Anh ra sân 4 lần ở Azadegan League 2013–14.

### Zob Ahan
Haghverdi gia nhập Zob Ahan vào mùa hè năm 2014 với bản hợp đồng 3 năm. Anh có màn ra mắt cho Zob Ahan ngày 12 tháng 9 năm 2014 trước Paykan với tư cách đá chính.

## Thống kê sự nghiệp câu lạc bộ
Tính đến 1 tháng 6 năm 2015
| Câu lạc bộ   | Hạng đấu     | Mùa giải     | Giải vô địch | Giải vô địch | Cúp Hazfi | Cúp Hazfi | Châu Á  | Châu Á    | Tổng    | Tổng      |
| Câu lạc bộ   | Hạng đấu     | Mùa giải     | Số trận      | Bàn thắng    | Số trận   | Bàn thắng | Số trận | Bàn thắng | Số trận | Bàn thắng |
| ------------ | ------------ | ------------ | ------------ | ------------ | --------- | --------- | ------- | --------- | ------- | --------- |
| Aboumoslem   | Hạng đấu 1   | 2013–14      | 4            | 0            | 0         | 0         | –       | –         | 4       | 0         |
| Zob Ahan     | Pro League   | 2014–15      | 5            | 0            | 1         | 0         | –       | –         | 6       | 0         |
| Zob Ahan     | Pro League   | 2015–16      | 12           | 0            | 2         | 0         | 0       | 0         | 14      | 0         |
| Zob Ahan     | Pro League   | 2016–17      | 9            | 0            | 4         | 0         | 2       | 0         | 15      | 0         |
| Paykan       | Pro League   | 2017–18      | 28           | 1            | 1         | 0         | –       | –         | 29      | 1         |
| Career Total | Career Total | Career Total | 58           | 1            | 8         | 0         | 2       | 0         | 68      | 1         |

## Sự nghiệp quốc tế

### U-23
Anh được triệu tập vào trại huấn luyện của U-23 Iran bởi Nelo Vingada để chuẩn bị cho Incheon 2014 và Giải vô địch bóng đá U-22 châu Á 2016 (vòng loại Olympic mùa hè).

## Danh hiệu

### Câu lạc bộ
Zob Ahan
- Cúp Hazfi (2): 2014–15, 2015–16
- Siêu cúp bóng đá Iran (1): 2016